# 30206 Jasonfricker
30206 Jasonfricker este un asteroid din centura principală de asteroizi.

## Descriere
30206 Jasonfricker este un asteroid din centura principală de asteroizi. A fost descoperit pe 7 aprilie 2000 la Socorro, New Mexico, în cadrul proiectului LINEAR. Asteroidul prezintă o orbită caracterizată de o semiaxă mare de 2,76 ua, o excentricitate de 0,08 și o înclinație de 5,8° în raport cu ecliptica.